# Level (Fluggesellschaft)
Fly LEVEL SL, Markenbezeichnung LEVEL, ist eine spanische Fluggesellschaft mit Sitz in El Prat de Llobregat bei Barcelona und Basis auf dem Flughafen Barcelona. Sie ist eine Tochtergesellschaft der International Airlines Group, zu der auch British Airways, Iberia, Aer Lingus und Vueling gehören.

## Geschichte
Ende 2016 kündigte Willie Walsh, CEO der IAG an, ab 2017 eine Billiglangstreckengesellschaft anzubieten. Dies geschah hauptsächlich vor dem Hintergrund der zunehmenden Konkurrenz durch Billigfluggesellschaften wie Norwegian Air oder Eurowings. Am 18. März 2017 gab die IAG bekannt, dass die neue Billigfluggesellschaft den Namen Level erhalten wird. Level nahm am 1. Juni 2017 den Flugbetrieb mit vorerst zwei neuen Airbus A330-200 vom Flughafen Barcelona auf. Diese erhielten eine eigene Bemalung und eine eigene Kabine.  Vueling, die auf dem Flughafen Barcelona ein Drehkreuz betreibt, dient außerdem als Zubringer für die neue Gesellschaft.
Des Weiteren plante die IAG, Level auszubauen, von weiteren europäischen Flughäfen operieren zu lassen und im Sommer 2018 auf fünf Flugzeuge zu erweitern.
Zwei weitere Airbus A330 sollten 2019 ausgeliefert werden und seien für den Einsatz in Wien gedacht – würden aber vorher in Paris operieren.
Am 19. Juni 2020 meldete Level Europe die Insolvenz an und am 9. Juli 2020 wurde bekannt gegeben, dass OpenSkies liquidiert wird.
Level erhielt am 3. Dezember 2024 ein eigenes AOC mit dem IATA-Code „LL“, die Fluggesellschaft wird jedoch bis 2025 weiterhin den Code „IB“ ihrer Muttergesellschaft Iberia verwenden.

## Flugziele
Level führt von ihrem Hub in Barcelona Langstreckenflüge nach Boston, Buenos Aires, San Francisco und Los Angeles durch.
Darüber hinaus unterhält Level Codeshare-Abkommen mit American Airlines und Vueling.

## Flotte
Mit Stand April 2024 besteht die Flotte der Level aus sieben Flugzeugen mit einem Durchschnittsalter von 9,9 Jahren:
| Flugzeugtyp     | Anzahl | bestellt | Anmerkungen            | Sitzplätze (Eco+/Eco)                  | Durchschnittsalter |
| --------------- | ------ | -------- | ---------------------- | -------------------------------------- | ------------------ |
| Airbus A330-200 | 7      |          | betrieben durch Iberia | 311 (42/269) 299 (24/275) 275 (20/255) | 9,9 Jahre          |
| Gesamt          | 7      | -        |                        |                                        | 9,9 Jahre          |